# Australoconops elegans
Australoconops elegans är en tvåvingeart som beskrevs av Schneider 2010. Australoconops elegans ingår i släktet Australoconops och familjen stekelflugor. Inga underarter finns listade i Catalogue of Life.